# Anouk Is Alive
Anouk Is Alive – album koncertowy Anouk wydany 28 kwietnia 2006 roku.

## Lista utworów

### CD 1
1. „Love” – 2:50
2. „Only You” – 3:39
3. „One Word” – 4:29
4. „Alright” – 3:32
5. „More Than You Deserve” – 4:40
6. „Don't” – 5:45
7. „R.U. Kiddin' Me” – 4:06
8. „Falling Sun” – 4:14
9. „Sacrifice” – 5:05
10. „Untitled” – 2:20
11. „Who Cares” – 6:18
12. „Too Long” – 6:08
13. „No Time To Waste” – 5:24
14. „The Dark” – 4:25
15. „Everything” – 4:45

### CD 2
1. „Hail” – 6:08
2. „Searching” – 4:20
3. „Jerusalem” – 4:32
4. „I Live For You” – 5:42
5. „Michel” – 6:35
6. „Our Own Love” – 4:04
7. „Graduated Fool” – 4:25
8. „It's So Hard” – 5:29
9. „Nobody's Wife” – 5:44
10. „Home Is In My Head” – 13:04
11. „Girl” – 5:09
12. „Lost” – 6:27